# بخش بارنزویل، شهرستان کلی، مینه سوتا
بخش بارنزویل (به انگلیسی: Barnesville Township) یک منطقهٔ مسکونی در ایالات متحده آمریکا است که در شهرستان کلی، مینه‌سوتا واقع شده‌است.
 بخش بارنزویل ۹۲٫۰ کیلومتر مربع مساحت و ۱۴۹ نفر جمعیت دارد و ۲۹۱ متر بالاتر از سطح دریا واقع شده‌است.